# Jezioro Chrzypskie
Jezioro Chrzypskie – jezioro w woj. wielkopolskim, w pow. międzychodzkim, w gminie Chrzypsko Wielkie, leżące na terenie Pojezierza Poznańskiego.

## Dane morfometryczne
Powierzchnia zwierciadła wody według różnych źródeł wynosi od 300,0 ha do 304,3 ha lub 304,9.
Zwierciadło wody położone jest na wysokości 44,6 m n.p.m. lub 44,9 m n.p.m.. Średnia głębokość jeziora wynosi 6,1 m, natomiast głębokość maksymalna 15,0 m.
Maksymalna długość jeziora 2870 m, a szerokość 2220 m.
W oparciu o badania przeprowadzone w 2004 roku wody jeziora zaliczono do III klasy czystości i II kategorii podatności na degradację.

## Warunki naturalne
Jezioro ma kształt wydłużony w kierunku z południa na północ. Kształtem przypomina prostokąt. W części południowej posiada 3 większe zatoki wydłużone w kierunku północnym, zachodnim i wschodnim. Na jeziorze znajdują się 3 wyspy, większa zadrzewiona i dwie mniejsze. Teren otaczający jezioro jest niezwykle malowniczy, pagórkowaty. Brzegi dość wysokie, zasadniczo bezleśne. Nad jeziorem położone są trzy wioski: Chrzypsko Wielkie (zatoka środkowa), Chrzypsko Małe oraz Łężeczki (zatoka wschodnia) z dużym ośrodkiem sportowo-rekreacyjnym. Jezioro posiada 2 dopływy, jeden z jez. Białokoskiego, drugi z Psarskiego. Odpływ zwany Strugą Ostrzenicy do jez. Białeckiego, zamknięty na wypływie razem z wygórnią.

### Ukształtowanie dna
Dno jest silnie zróżnicowane, nierówne, w partii odpływowej muliste, w pozostałej twarde, piaszczyste z niewielkimi osadami organicznymi o miąższości od 0,1 do 0,4 m.

### Roślinność[4]
- Roślinność wynurzona porasta ponad 50% linii brzegowej z dominacją trzciny pospolitej, pałki i sitowia.
- Roślinność zanurzona jest bujnie rozwinięta, tworzy podwodne łąki porastające ok. 30% powierzchni dna. Dominuje wywłócznik, rogatek, rdestnice i mech wodny.
- Roślinność pływająca tworzy rozległe skupiska w zatokach jeziora, zdominowane przez grążel żółty i grzybień biały oraz rzęsę trójrowkową.

### Przeźroczystość wody
Przeźroczystość latem wynosi ok. 1,8 m, wiosną i jesienią ponad 3 m. Latem zdarzają się zakwity brunatnic lub zielenic.

### Fauna
- Występujące gatunki ryb[4]: sieja, sielawa, leszcz, węgorz, szczupak, okoń, krąp, lin, karp, sandacz, karaś złocisty, płoć, wzdręga, tołpyga, ukleja, jazgarz, miętus pospolity, ciernik, różanka.

## Warunki do wędkowania
W klasyfikacji rybackiej jezioro określane jest typem leszczowym.
Jezioro Chrzypskie należy do najatrakcyjniejszych jezior Pojezierza Międzychodzko-Sierakowskiego dla wędkarzy ze względu na bardzo dobre warunki wędkowania z brzegu i łodzi, wyborny smak ryb oraz dogodne położenie. W jego wodach występują niemalże wszystkie gatunki ryb słodkowodnych i wcale nie jest rzadkością złowienie 2 kilogramowych węgorzy, ponad dwukilogramowego szczupaka czy półkilogramowego lina. Zima to czas połowu dorodnych okoni spod lodu.